# 43971 Ґабзділ
43971 Ґабзділ (43971 Gabzdyl) — астероїд головного поясу, відкритий 8 квітня 1997 року.
Тіссеранів параметр щодо Юпітера — 3,369.